# Œuf de lump
Pour les articles homonymes, voir Œuf et Lompe.
Les œufs de lump ou œufs de lompe sont un aliment gastronomique à base d'œufs de poisson de lump (ou lompe, Cyclopterus lumpus), variantes à moindre coût du caviar d'esturgeon.

## Histoire
Le lompe (Cyclopterus lumpus) est un poisson de mer froide, répandu dans l'Atlantique Nord, mer du Nord, mer Baltique, mer de Barents, bordière de l'océan Arctique. La période de reproduction du poisson s'étale de février à mai, les femelles pondent leurs œufs en paquet (parfois jusqu'à 200 000 œufs par ponte). 

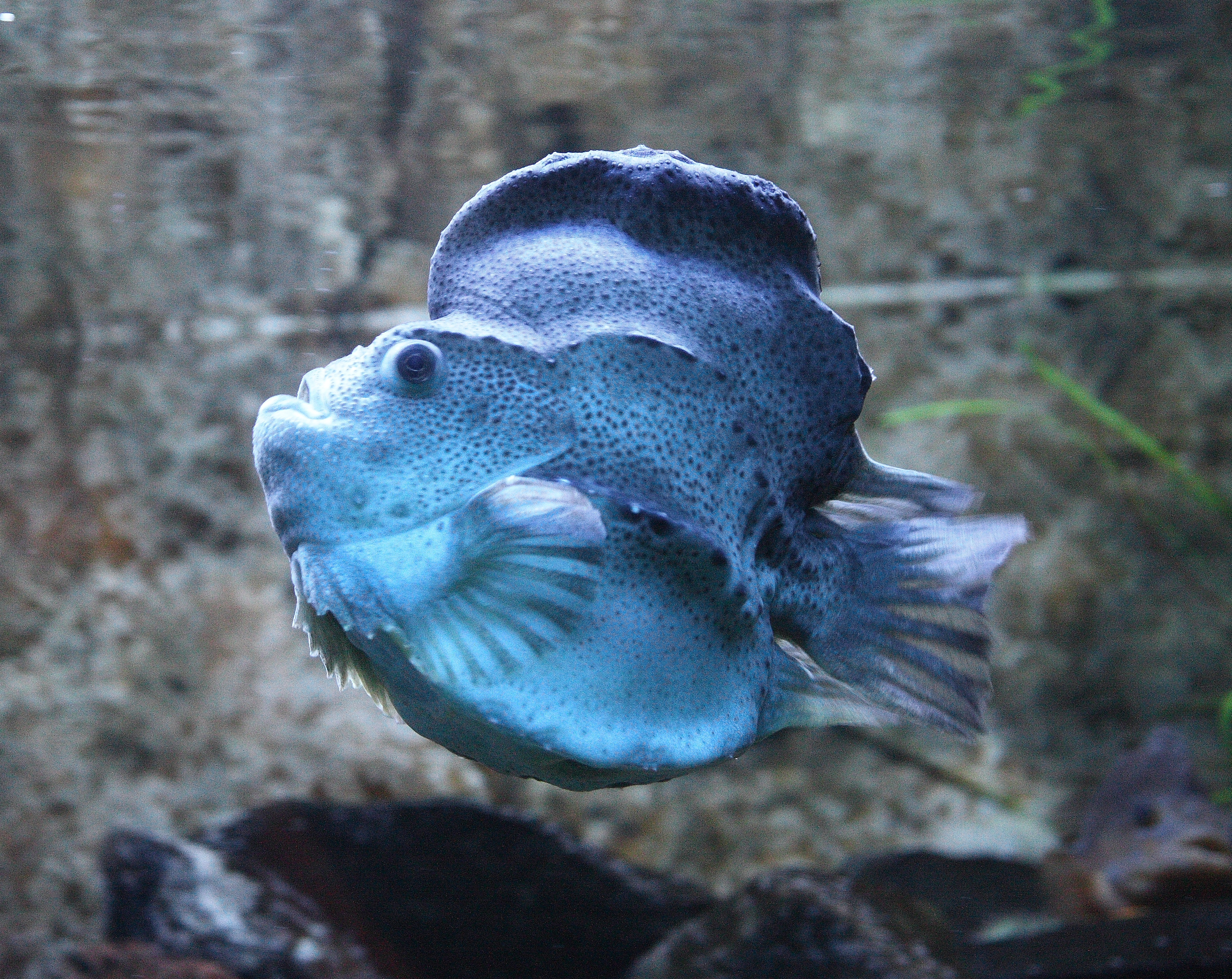
Un lompe (Cyclopterus lumpus).
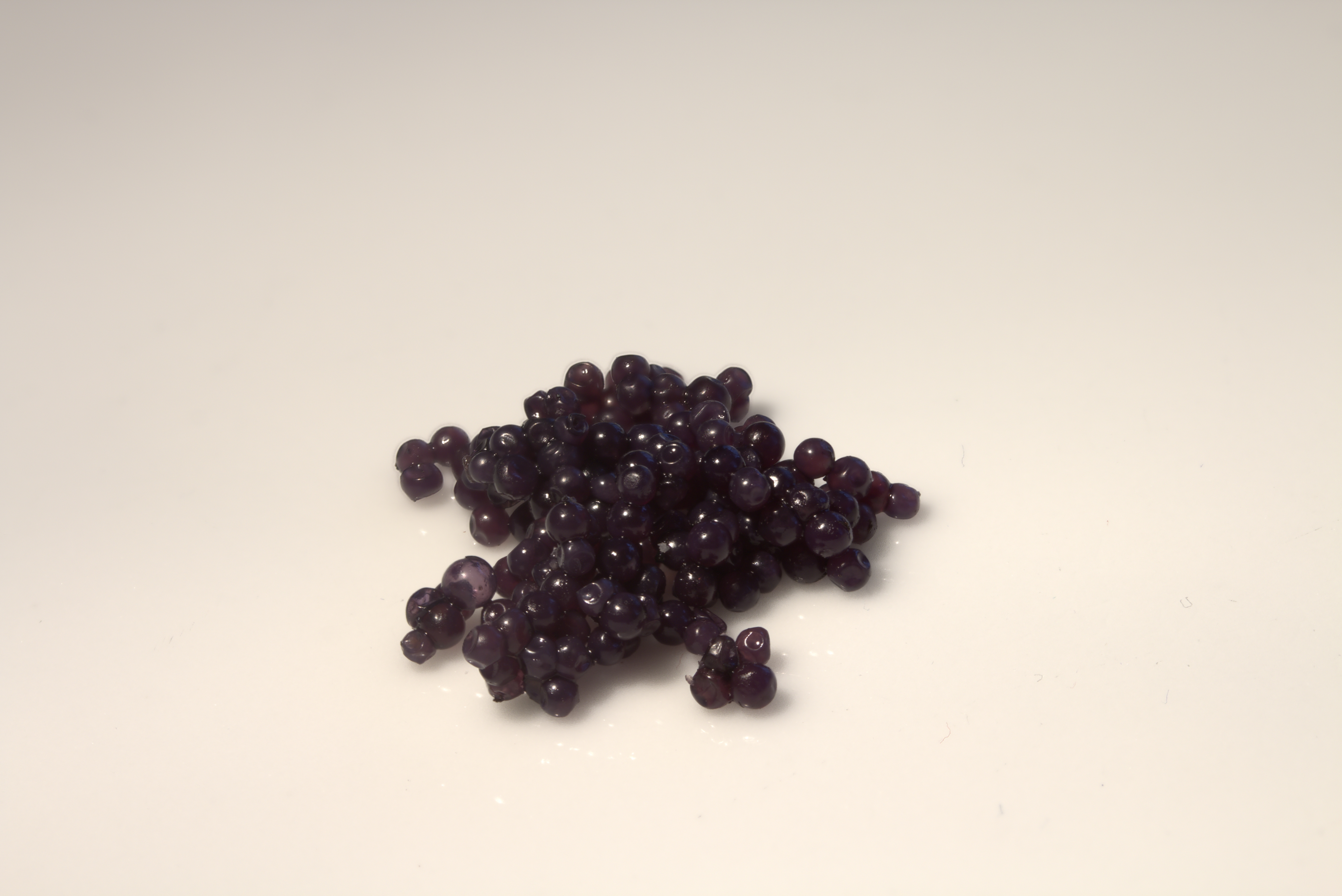
Œufs de lump.

La couleur naturelle de ses œufs est grise, au goût iodé et intense. Ils sont préparés par saumurage, coloration noir ou rouge (colorants autorisés : rouge amarante E123 ou au noir brillant E151), additionnés de diverses épices, agents de sapidité et conservateurs. Ils sont commercialisés en semi-conserve (à conserver au frais).
Les principaux producteurs sont l'Islande, le Groenland, la Scandinavie, la Russie et le Canada (quelques milliers de tonnes par an).
Variante entre autres du caviar d'esturgeon et des œufs de saumon, de truite ou de hareng, ils sont généralement servis sur des blinis ou du pain grillé, en verrine, sur canapé, parfois accompagnés de crème fraîche ou comme décoration de plats divers de repas gastronomiques de fête, apportant à la fois une touche culinaire de couleur et de saveur.

Quelques recettes
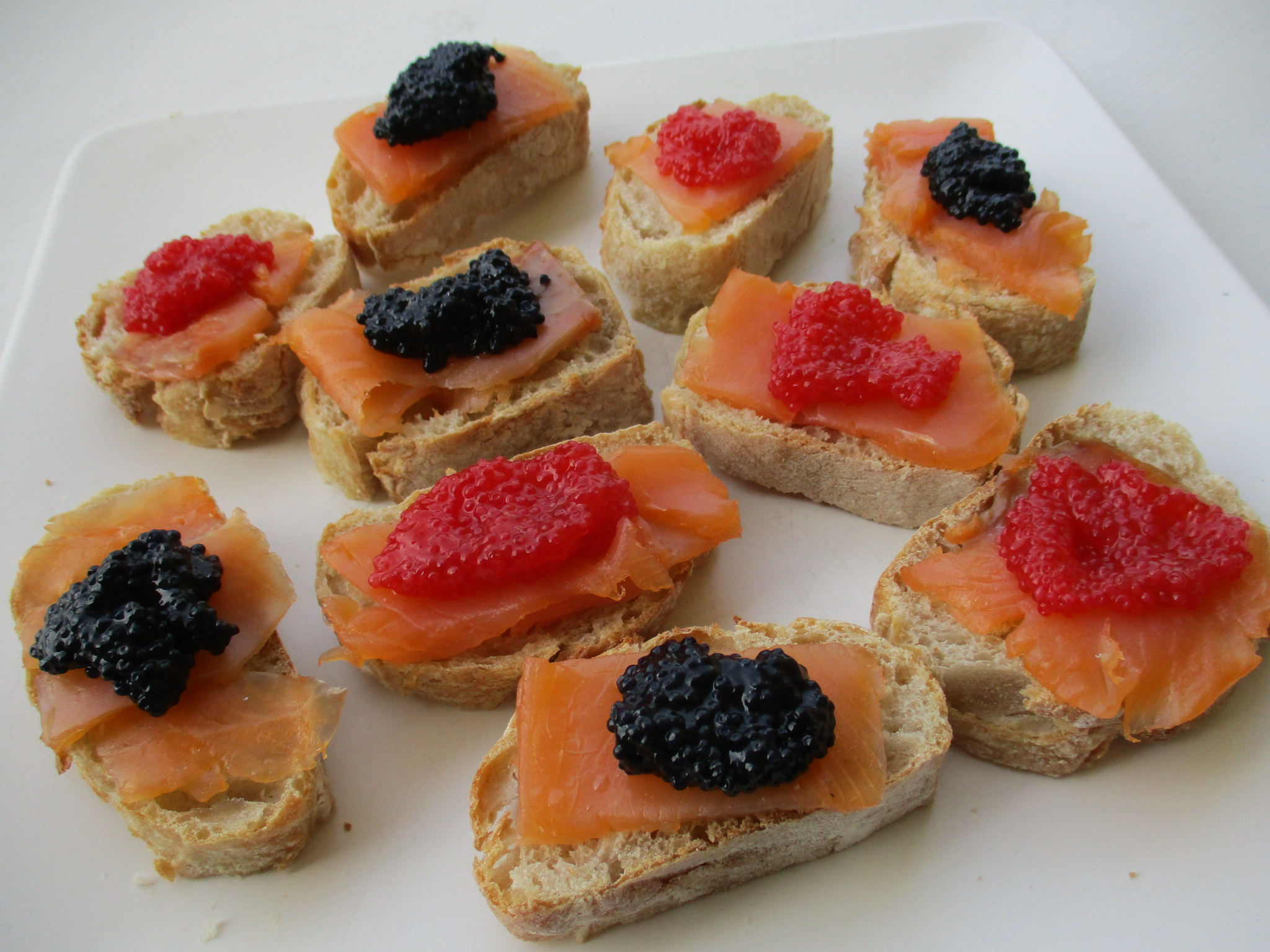
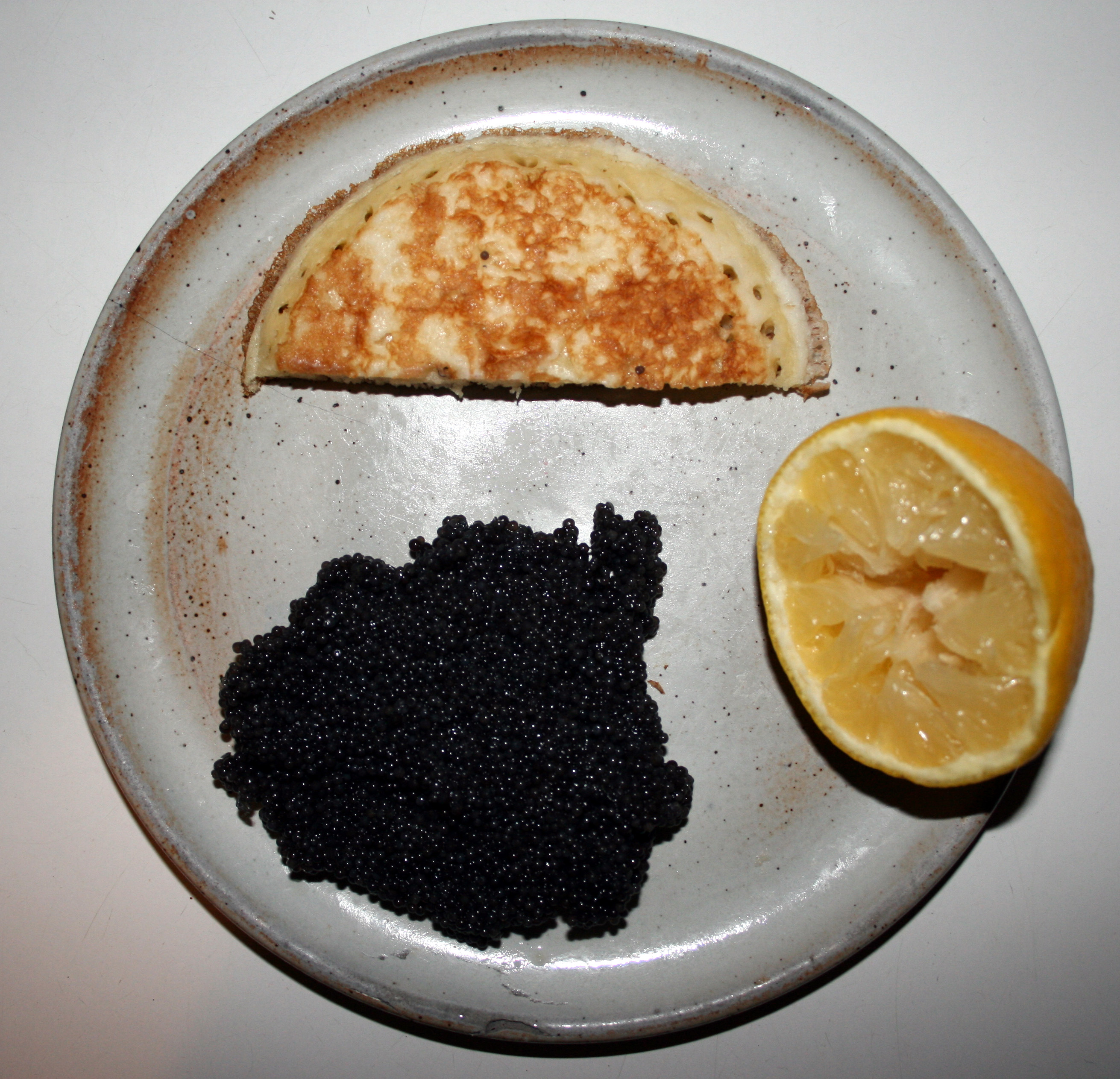
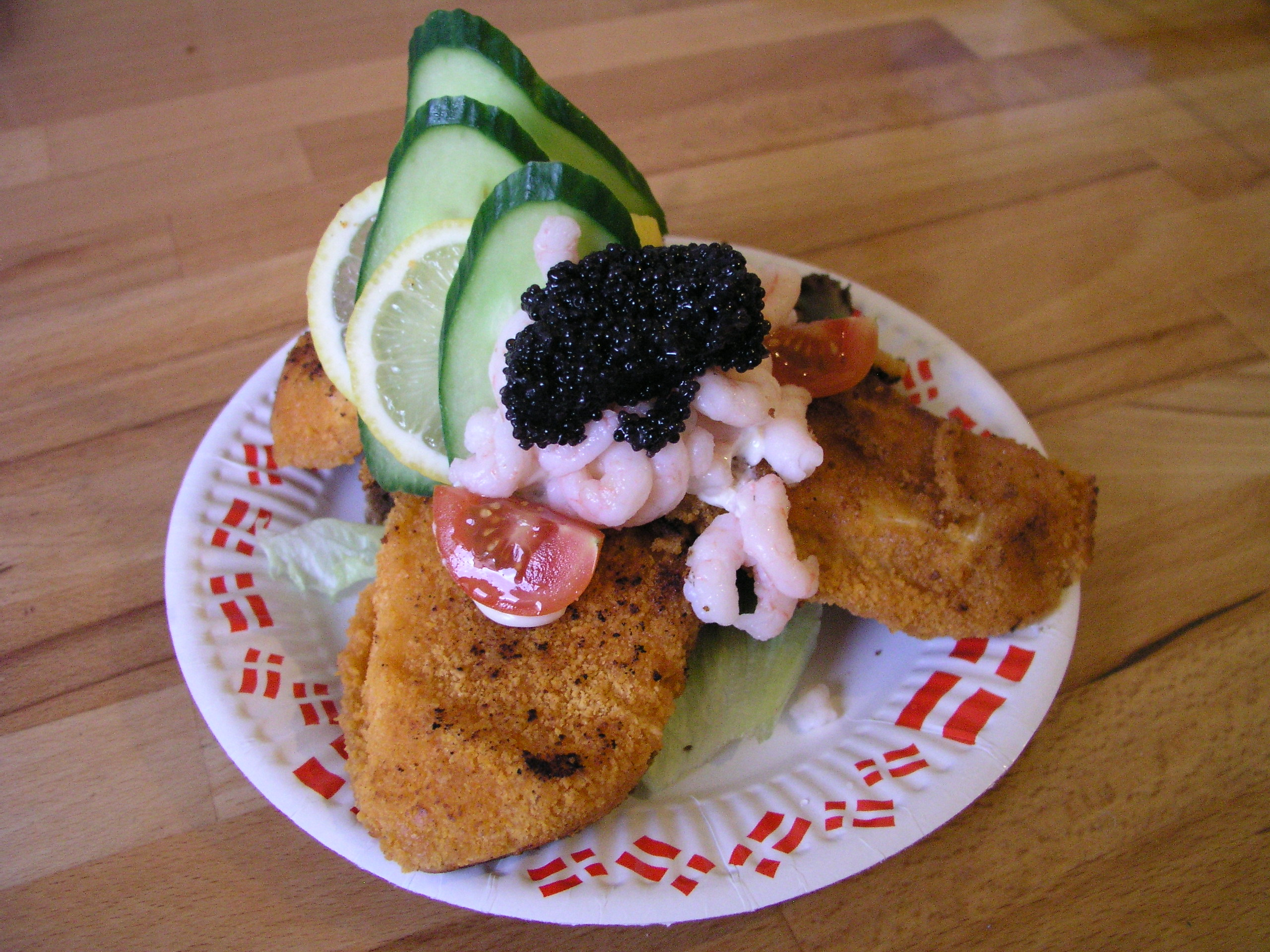
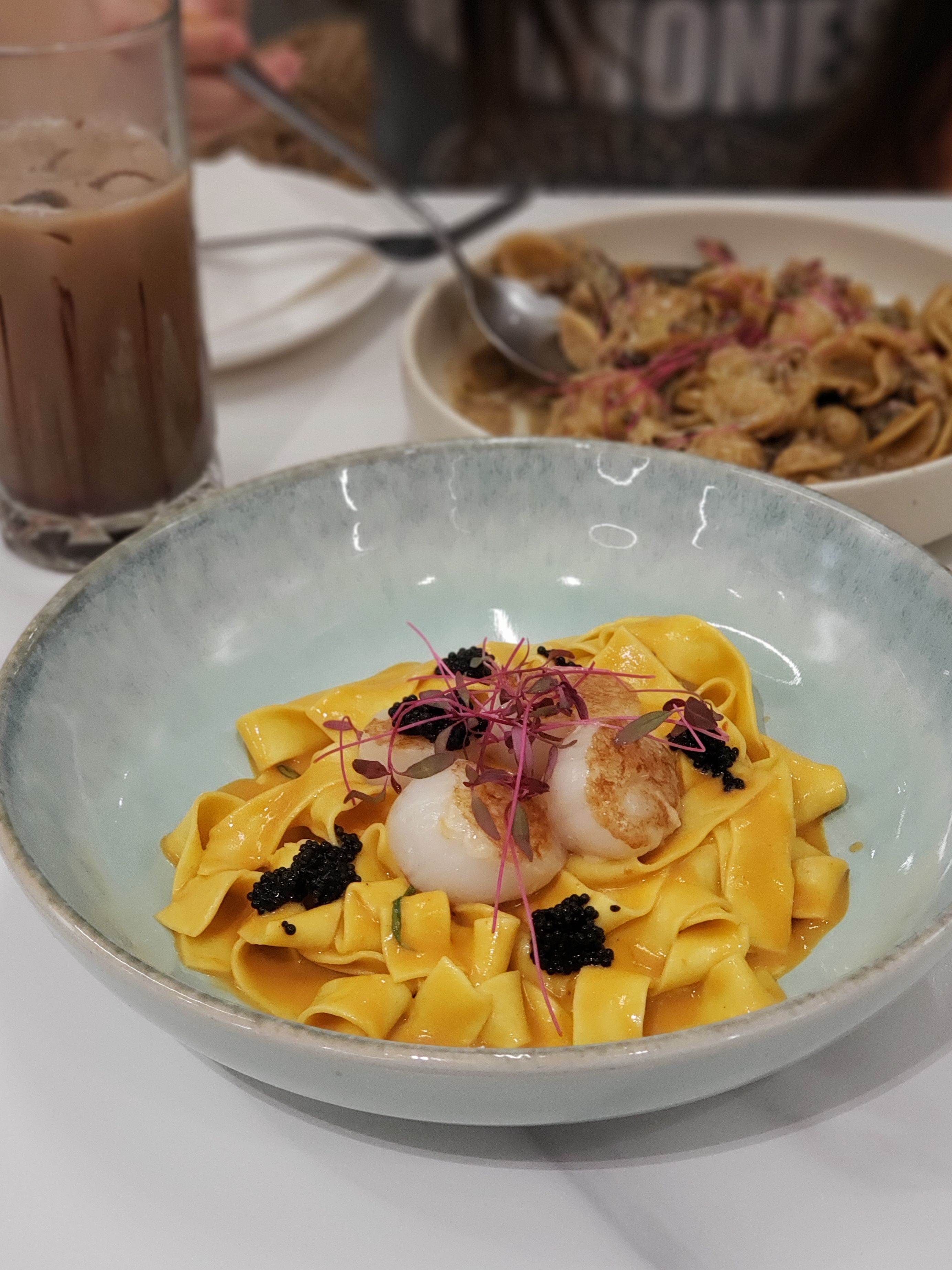